# Littorina
Genre
Littorina (les Littorines) est un genre de mollusques gastéropodes dont les représentants vivent dans la zone de balancement des marées. 
Plusieurs espèces sont étagées dans cette zone, de Littorina neritoides (littorine bleue) à l'étage supralittoral (qui supporte remarquablement bien l'exondation) à Littorina littorea (bigorneau) dans le bas de l'étage médiolittoral à infralittoral.
Littorine est un nom vernaculaire ambigu désignant en français certaines autres espèces de gastéropode.

## Liste des espèces
Selon World Register of Marine Species (17 mars 2016) :
- Littorina aleutica Dall, 1872
- Littorina arcana Hannaford-Ellis, 1978
- Littorina brevicula (Philippi, 1844)
- Littorina compressa Jeffreys, 1865
- Littorina fabalis (Turton, 1825)
- Littorina horikawai Matsubayashi & Habe in Habe, 1979
- Littorina islandica Reid, 1996 †
- Littorina kasatka Reid, Zaslavskaya & Sergievsky, 1991
- Littorina keenae Rosewater, 1978
- Littorina littorea (Linnaeus, 1758)
- Littorina mandshurica (Schrenk, 1861)
- Littorina natica Reid, 1996
- Littorina obtusata (Linnaeus, 1758)
- Littorina petricola Arnold, 1908 †
- Littorina plena Gould, 1849
- Littorina remondii Gabb, 1866 †
- Littorina saxatilis (Olivi, 1792)
- Littorina scutulata Gould, 1849
- Littorina sitkana Philippi, 1846
- Littorina sookensis Clark & Arnold, 1923 †
- Littorina squalida Broderip & G. B. Sowerby I, 1829
- Littorina subrotundata (Carpenter, 1864)

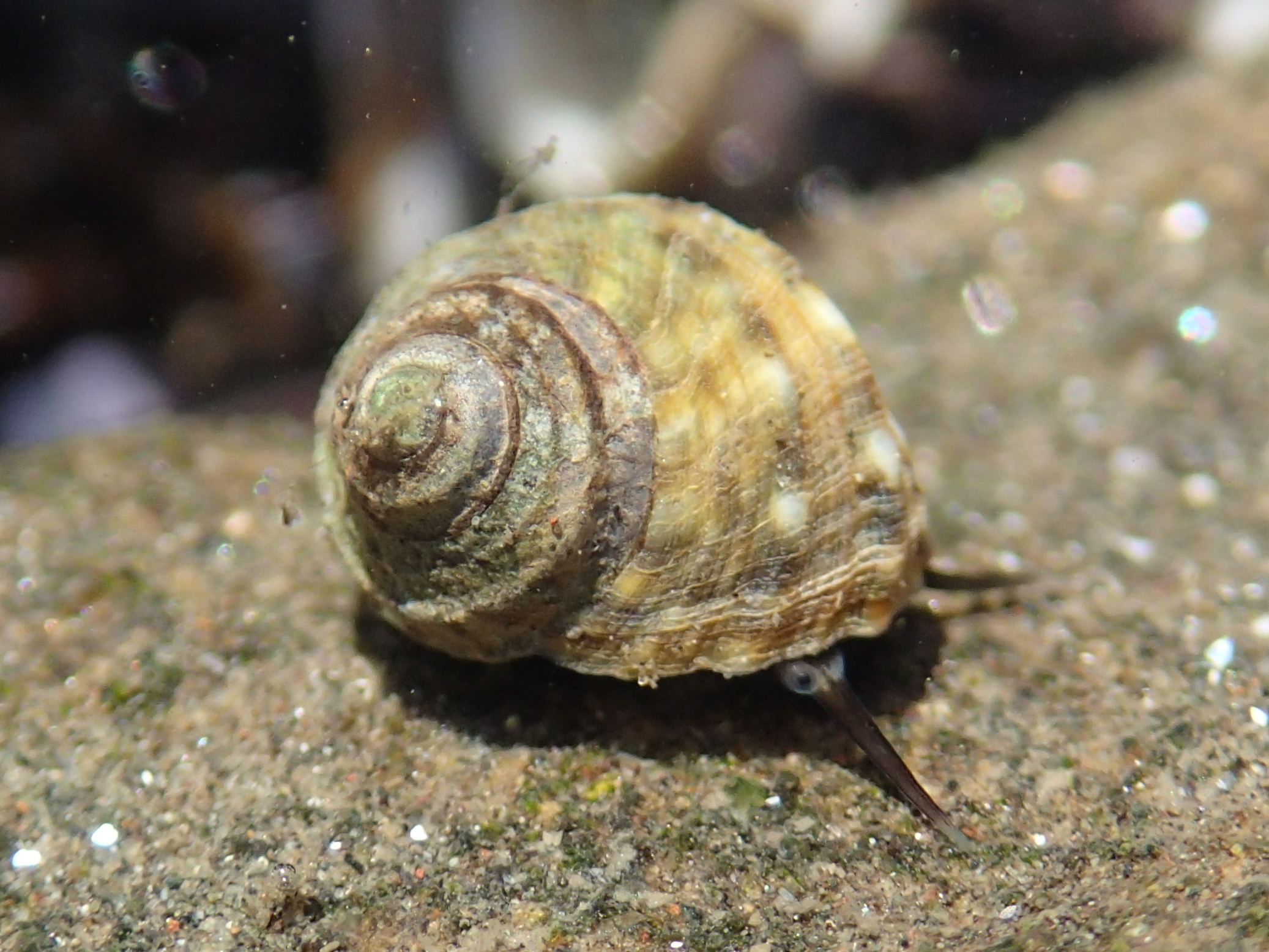
Littorina brevicula
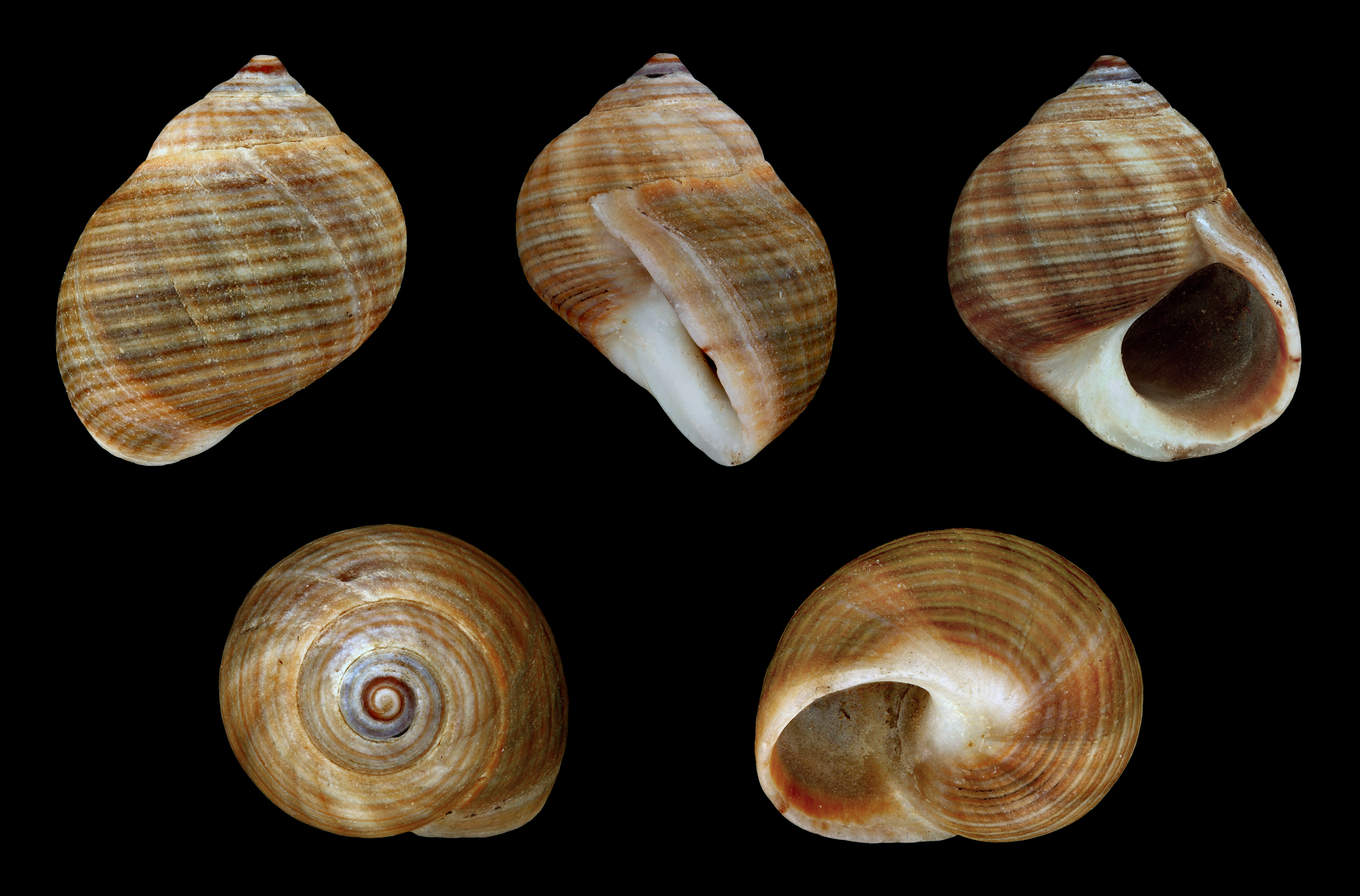
Littorina littorea
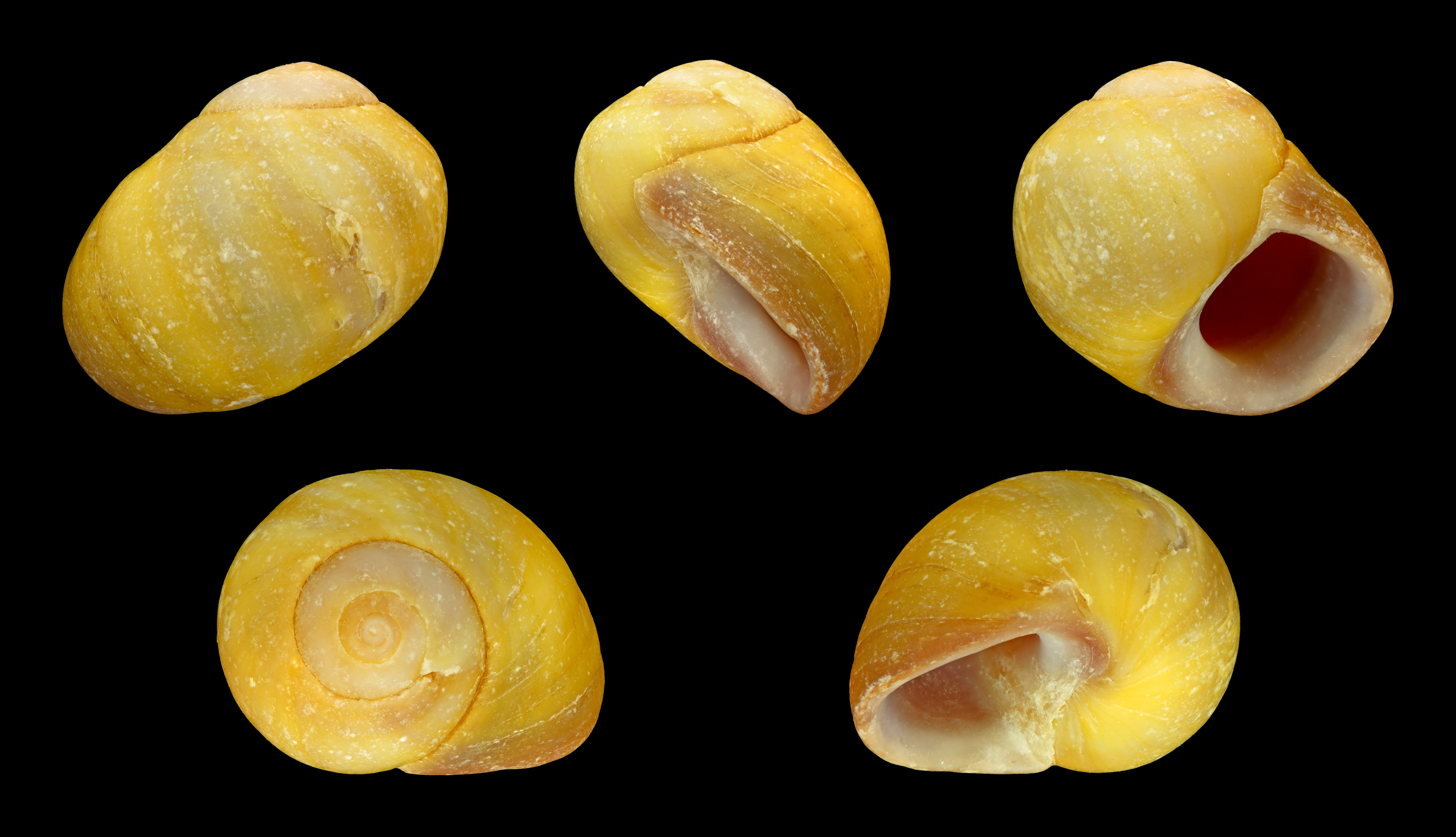
Littorina obtusata
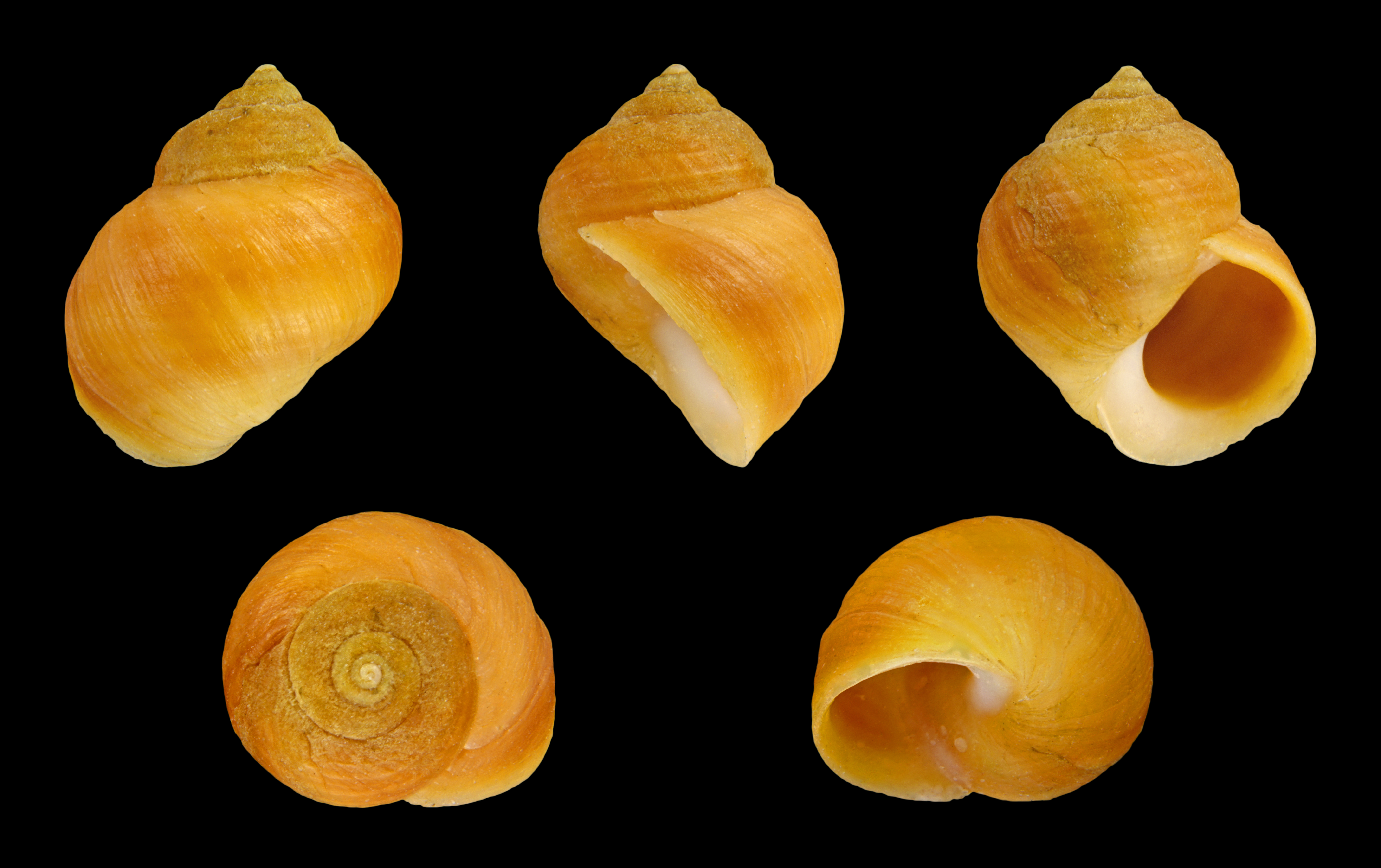
Littorina saxatilis
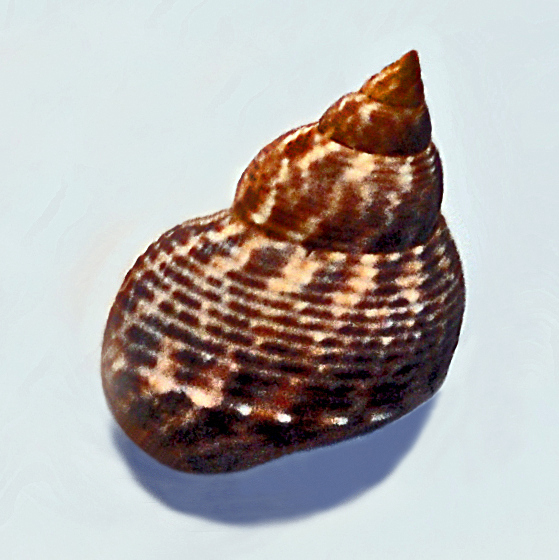
Littoraria scabra
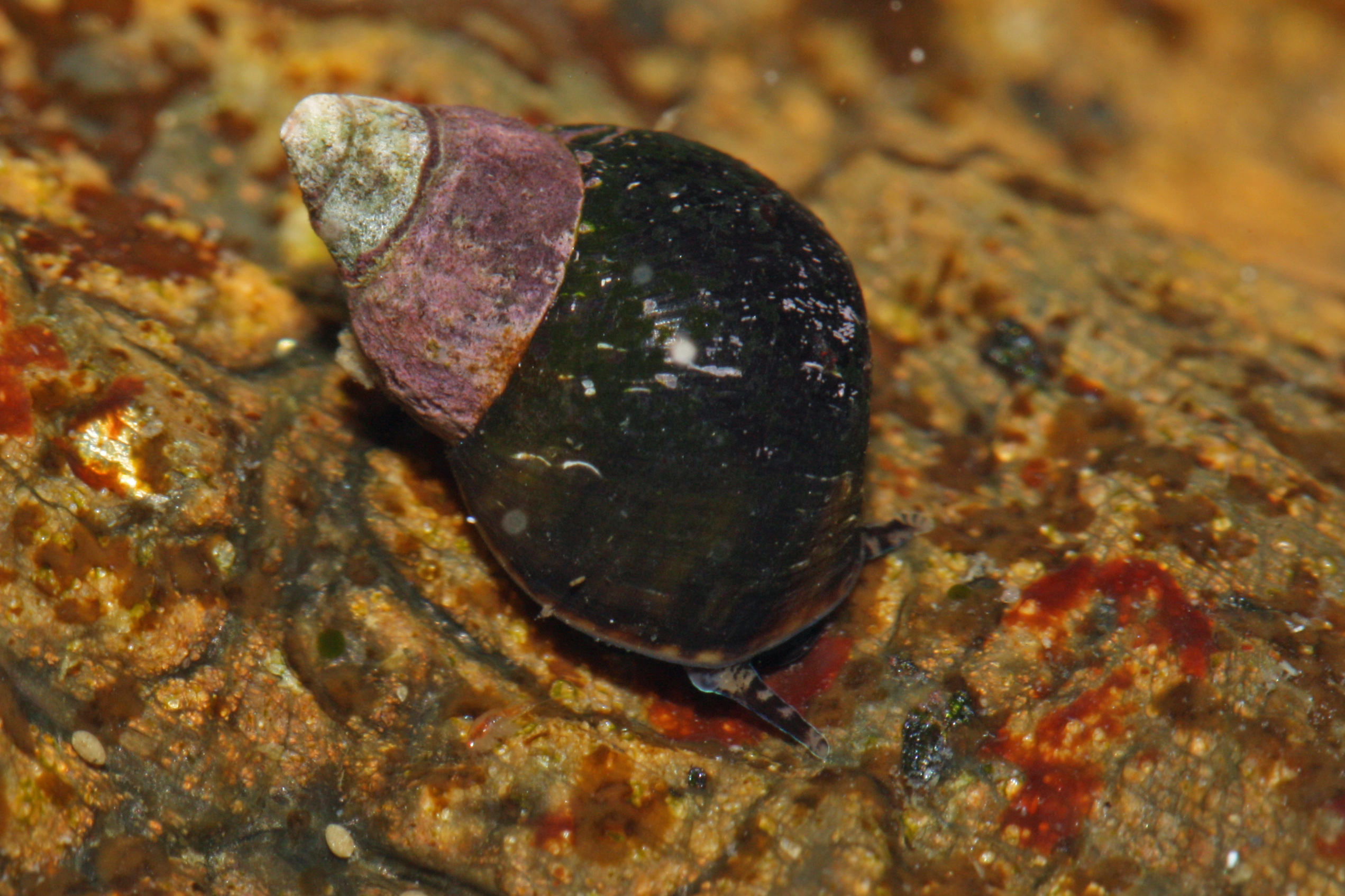
Littorina scutulata
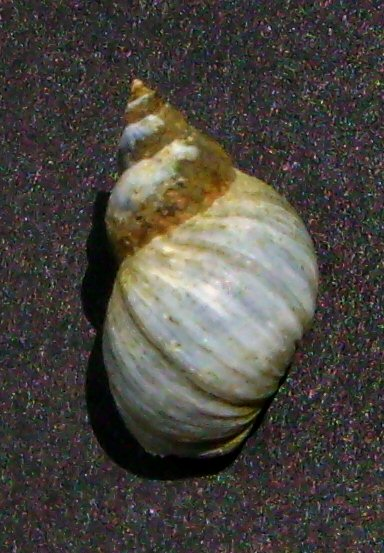
Littorina unifasciata antipodum